# Jim McDermott
James Adelbert "Jim" McDermott, född 28 december 1936 i Chicago, Illinois, är en amerikansk demokratisk politiker. Han representerade delstaten Washingtons sjunde distrikt i USA:s representanthus 1989–2017.
McDermott avlade 1958 kandidatexamen vid Wheaton College och 1963 läkarexamen vid University of Illinois at Chicago. Han tjänstgjorde som psykiater i USA:s flotta under Vietnamkriget i Kalifornien.
McDermott besegrade ämbetsinnehavaren Dixy Lee Ray i demokraternas primärval inför guvernörsvalet 1980. Han förlorade sedan själva guvernörsvalet mot republikanen John Spellman.
Kongressledamot Mike Lowry kandiderade till USA:s senat i senatsvalet 1988. Han förlorade valet mot Slade Gorton. McDermott vann kongressvalet och efterträdde Lowry i representanthuset i januari 1989.